# Carposina inscripta
Carposina inscripta là một loài bướm đêm thuộc họ Carposinidae. Nó là loài đặc hữu của Hawaii.
The larvae feed in the berries của Vaccinium reticulatum.